# Kate Forbes
Kate Forbes (ur. 6 kwietnia 1990 w Dingwall) – szkocka polityk, od 2020 roku sekretarz rządu szkockiego ds. gospodarki. Jest członkiem Szkockiej Partii Narodowej (SNP). Od 2024 zastępczyni pierwszego ministra Szkocji.

## Biografia
Forbes urodziła się w Dingwall, w północnej Szkocji. Spędziła część swojego dzieciństwa w Indiach, gdzie jej rodzice pracowali jako misjonarze. Studiowała historię na Selwyn College Uniwersytetu w Cambridge, uzyskując tytuł licencjata w 2011 r., a następnie studiowała historię diaspory i migracji na Uniwersytecie Edynburskim, uzyskując tytuł magistra w 2013 roku. Pracowała jako księgowa w sektorze bankowym.
Od 2016 roku jest członkiem szkockiego parlamentu. Kandydowała w wyborach na lidera SNP i premiera Szkocji w roku 2023, w których nieznacznie przegrała z Humzą Yousafem.
8 maja 2024 powołana na urząd zastępcy pierwszego ministra w gabinecie Johna Swinneya.

## Życie osobiste i poglądy
Jest członkiem Wolnego Kościoła Szkocji. W lipcu 2021 poślubiła Ali MacLennan'a, z którym mają córkę Naomi. Mówi płynnie w języku gaelickim.
Jej sprzeciw wobec małżeństw osób tej samej płci, aborcji i posiadania dzieci poza związkiem małżeńskim wywołał kontrowersje podczas kampanii.